# Kalaznó
Kalaznó es un pueblo ubicado en el distrito de Tamási, en el condado de Tolna, Hungría.

## Superficie
Posee una superficie de 18,35 kilómetros cuadrados.

## Demografía
Hasta 2019 la población era de 125 habitantes, con una densidad de población de 6,812 habitantes por kilómetro cuadrado.